# لکزینگتون، شهرستان کارول، ایندیانا
لکزینگتون (به انگلیسی: Lexington) یک منطقهٔ مسکونی در ایالات متحده آمریکا است که در شهرستان کرول، ایندیانا واقع شده‌است. لکزینگتون ۲۲۷٫۹۹ متر بالاتر از سطح دریا واقع شده‌است.